# Сухачёв, Николай Леонидович
Никола́й Леони́дович Сухачёв (род. 15 ноября 1942, Богдана, Телеорман, Румыния) — советский и российский филолог и переводчик, специалист в области романской филологии и балканистики. Кандидат филологических наук, старший научный сотрудник отдела изучения индоевропейских языков и ареальных исследований Института лингвистических исследований РАН.

## Биография
Родился 15 ноября 1942 года в с. Богдана Телеорманского уезда, Румыния, в семье служащих, являвшихся выходцами из крестьянской среды имеющей славянские, романские и тюркские корни. В 1944 году семья вернулась в СССР в родной город отца Болград, а с 1947 года стала проживать в Рени Измаильской области.
В 1949—1959 года учился в средней школе городе Рени, после окончания которой переехал в Кишинёв, где работал строителем, а также в виноградарском совхозе в Ренийского района.
В 1960 году поступил на филологический факультет ЛГУ имени А. А. Жданова, который окончил в 1965 году по румынскому отделению кафедры романской филологии.
В 1965—1974 годах служил в представительстве «Союзвнештранса» в Морском торговом порту, а затем в качестве переводчика, патентоведа, редактора технической литературы в информационных отделах нескольких производственно-исследовательских и конструкторских организаций Ленинграда.
В свободное время занимался в библиотеке изучением русско-французских культурных связей, к изучению которых его привлёк В. А. Туниманов. В 1969 году М. А. Бородина привлекла его к работе над изданием архивной рукописи В. Ф. Шишмарёва «Романские поселения на юге России», а также к занятиям по изучению лингвогеографической тематике.
В 1974—1977 года учился в аспирантуре Института языкознания АН СССР, где в декабре 1978 году под научным руководством академика Г. В. Степанова защитил диссертацию на соискание учёной степени кандидата филологических наук по теме «К проблеме языковой вариативности (на ретороманском материале)».
С декабря 1977 года — младший научный сотрудник, затем — старший научный сотрудник Отдела изучения индоевропейских языков и ареальных исследований Ленинградского отделения Института языкознания АН СССР/Института лингвистических исследований РАН. В 1981—1992 годах — исполняющий обязанности учёного секретаря отдела.

## Научная деятельность
Участвовал в организации и издании материалов II—V Всесоюзных конференций по ареальным исследованиям в языкознании и этнографии (1971—1985), выступал с докладами на конференциях, семинарах, чтениях, организованных ИЛИ РАН, ИЯ РАН, СПбГУ, на IV конференции Международного общества по изучению шаманизма (Шантильи, 1997), VIII Международном конгрессе по исследованию Юго-Восточной Европы (Бухарест, 1999), Междисциплинарной международной конференции «Сибирь: Земля и люди» (Лидс, 2003). Принимал участие в археологических экспедициях на территории юго-западного и восточного Туркменистана (1984—1995), в лингвистических экспедициях в районы проживания удэгейцев в Хабаровском и Приморском краях (2000, 2003).
Переводил поэзию и прозу с древне-ирландского, каталанского, румынского, французского языков. В 1995 году были опубликованы переводы кантиг 8 трубадуров Пиренейского полуострова с галисийско-португальского языка, в их числе и 1 песня кастильского поэта XIII века Перо Гарсии Бургалеса.

## Научные труды

### Монографии
- Перспектива истории в индоевропеистике: к проблеме «индоевропейских древностей». СПб.: Центр «Петербургское востоковедение», 1994. — 243 с.
  - 2-е изд. М.: УРСС, 2007.
- О семиотике Ч. С. Пирса: Тройственный знак в универсуме репрезентаций. — СПб.: Наука, 2003. — 106 с.
- Экскурсы в историю письма. Знак и значение / Н. Л. Сухачев; Рос. акад. наук, Ин-т лингвист. исслед., Ин-т иностр. яз. — СПб. : Б. и., 1998. — 140 с. : ил.
Экскурсы в историю письма: знак и значение. — Изд. 2-е, испр. и доп. — М. : URSS : Изд-во ЛКИ, 2011. — 154 с. : ил.

### Статьи
- Сухачёв Н. Л. Сообщение о конференции «Ареальные исследования в языкознании и этнографии» // Вопросы языкознания. 1971. № 4. С. 143—151.
- Сухачёв Н. Л. Лингво-этнографические атласы романских языков // Советская этнография. 1975. № 5. С. 45—53.
- Сухачёв Н. Л. Сообщение о V чтениях памяти акад. В. М. Жирмунского // Вопросы языкознания. 1977. № 11. С. 156—157.
- Сухачёв Н. Л. Симпозиум по ареальным исследованиям // Советская этнография. 1978. № 5. С. 162—164.
- Сухачёв Н. Л. Романо-германские контакты в Граубюндене // Проблемы ареальных контактов и социолингвистики / Отв. ред. А. В. Десницкая. Л.: Наука, 1978. С. 77—89, 2 рис.
- Сухачёв Н. Л. К интерпретации лексико-семантических ареалов (французское luge «сани») // Вопросы романского языкознания / Отв. ред. Б. И. Ваксман. Калинин: Изд-во КГУ, 1978. С. 102—113, 2 рис.
- Сухачёв Н. Л., Бородина М. А. [Рец. на кн.: А. А. Касаткин. Очерки истории литературного итальянского языка (XVIII—XX вв.)] // Вопросы языкознания. 1980. № 3. С. 137—140.
- Сухачёв Н. Л., Беспятых Н. Г. Ранненовоанглийский ударный вокализм и концепция диасистемы // Лингвистические исследования, 1981. Сравнительно-историческое и типологическое изучение языков / Отв. ред. Н. Д. Андреев. М., 1981. С. 14—22.
- Сухачёв Н. Л. [Рец. на кн.: A. Dees. Atlas des formes et de constructions des chartes françaises du 13e siecle… Tübingen, 1980] // Вопросы языкознания. 1982. № 3. С. 129—132.
- Сухачёв Н. Л., Казанский Н. Н. [Рец. на кн.: Aspects de l’espace en Europe / Ed. par F. Alvarez Pereyre. Paris, 1979] // Вопросы языкознания. 1982. № 4. С. 151—153.
- Сухачёв Н. Л., Михайлов В. А. Этнолингвистический аспект ареальных исследований // Лингвоэтногеография / Отв. ред. М. А. Бородина. Л.: Изд-во ГО СССР, 1983. С. 63-73.
- Сухачёв Н. Л., Михайлов В. А. О номинативном статусе слов с монемами «лишения» или отсутствия признака // Лингвистические исследования, 1985. Структура языка и языковые изменения / Отв. ред. Н. Д. Андреев. — М., 1985. С. 117—124.
- Сухачёв Н. Л., Грюнберг А. Л. [Рец. на кн.: J.-I. Loude, V. Lievre. Solstice païen. Paris, 1984] // Народы Азии и Африки. 1986. No5. С. 205—207.
- Сухачёв Н. Л., Решетов А. М. Сообщение о V конференции по ареальным исследованиям в языкознании и этнографии // Вопросы языкознания. 1986. № 3. С. 148—150.
- Сухачёв Н. Л., Михайлов В. А. Лексикализация синтагм с отрицанием // Лингвистические исследования, 1988. Проблематика взаимодействия языковых уровней / Отв. ред. Н. Д. Андреев. — Л., 1988. С. 143—160.